# 원나이트 스탠드
원나이트 스탠드(영어: one-night stand)는 서로 모르던 사람과 다시 만나지 않을 것을 약속하고 성교를 하는 것이다. 이것은 부정 (관계) 행위 중의 가장 일반적인 형태로 주어진 시대에 사회에서 난혼의 정도를 규정하는데에 사용된다.  이런 행위는 장기간의 남녀관계를 위협하는 것으로 간주되고 있다.  

## 같이 보기
- 캐주얼 섹스
- 그룹 섹스